# Front 242
Front 242 és un grup belga de música electrònica que va fer-se rellevant a finals dels anys 80. Durant el seu període més actiu, que va acabar el 1993 amb els àlbums 06:21:03:11 UP EVIL i 05:22:09:12 OFF, van influenciar molts artistes de música electrònica i industrial. Van inventar el terme electronic body music (EBM) per descriure la seva música. Aquest terme es va popularitzar després per descriure qualsevol fusió de música industrial, techno i pop electrònic.

## Història

### Formació del grup
Front 242 recullen les tendències electròniques (especialment l'ús d'enregistraments i materials trobats) dels primers grups industrials anglesos, en particular Cabaret Voltaire i, bastant menys, Throbbing Gristle. Al seu torn, es podria considerar que aquests grups es van inspirar en la música concreta i les tècniques d'Edgard Varèse.
El grup es va crear el 1981 a Aarschot, Bèlgica, amb Daniel Bresanutti i Dirk Bergen com a membres. La seva intenció era fer servir els nous mitjans electrònics per fer tipus nous de música i disseny gràfic. És per raons de disseny gràfic, estètica i connotacions que van canviar el seu nom inicial de C-Tec per Front 242. El seu primer single, Principles, va sortir al carrer a finals de 1981.
Patrick Codenys i Jean-Luc De Meyer havien format un grup a la mateixa època, sota el nom d'Under Viewer, i els dos duos es van unir el 1982. Al principi, Bresanutti, Codenys i De Meyer s'alternaven com a cantants principals, fins que De Meyer es va establir com a vocalista principal, a part d'escriure la majoria de lletres. Van decidir també no fer servir els tipus d'ona normals dels sintetitzadors, amb la idea que crear formes d'ona per cada so és part del procés creatiu.
El seu següent single, U-Men, va sortir el 1982, seguit del primer àlbum, Geography. La música d'aquests primers discos, encara que influencial, és una mica diferent d'aquella amb la qual es van fer famosos, perquè s'assembla més al pop electrònic de l'època que no al que avui dia es coneix com a EBM.
El 1983, Dirk Bergen va abandonar el grup per seguir la seva carrera de dissenyador gràfic. El va reemplaçar Richard Jonckheere, àlies Richard 23, com a vocalista secundari i animador carismàtic als concerts.

### Pujada de la popularitat
Els Front 242 ja s'havien fet famosos a Bèlgica. El seu següent EP, No Comment, va ser el primer a fer servir el terme EBM per referir-se al seu estil. El 1984, el grup va signar un contracte amb la discogràfica Wax Trax, i van començar la seva primera gira pels Estats Units, conjuntament amb els Ministry. Aquesta gira va portar a la formació dels Revolting Cocks, amb membres de Front 242, Ministry i altres formacions.
El 1985 van treure el recopilatori de rareses Backcatalogue, i el 1987 van assolir la fama internacional amb Official Version i la gira Official Warfare que van fer per promocionar el disc.
El 1988 va sortir el seu single més popular, Headhunter, amb un videoclip d'Anton Corbijn. L'àlbum que l'acompanya, Front By Front, és un dels més influencials i populars de la història de l'EBM. Per aquesta època, els Front 242 ja havien consolidat el seu estil característic de percussió forta, talls, sons manipulats i veus imponents. Solien usar imatges militars, televisives i extretes del teleevangelisme, però sense donar cap missatge clar sobre la seva opinió al respecte. En comptes d'això, el grup deia que senzillament es limitaven a mostrar el món que els envoltava així com era.

### Els 90
Als anys 90, el grup va canviar molt. Tyranny >For You<, del 1991, tenia un so molt més dens, amb més capes de so. També va ser el primer àlbum que els va publicar una multinacional, Sony/Epic. Aquesta discogràfica també va publicar reedicions dels seus cinc àlbums anteriors, amb uns quants EPs i singles com a pistes extra.
El 1993, l'estil dels Front 242 va canviar abruptament amb els cadascun dels dos àlbums següents, 06:21:03:11 UP EVIL i 05:22:09:12 OFF (els nombres dels noms codifiquen les frases "FUCK UP EVIL" and "EVIL OFF"), que van treure el mateix any al segell Red Rhino Europe. Per aquesta època, les diferències artístiques entre els membres del grup es van accentuar. Daniel Bresanutti va començar un projecte en solitari, i les lletres de les cançons van ser escrites per Jean-Marc Pauly i Pierre Pauly a 06:21:03:11 UP EVIL, tot i ser cantades per Jean-Luc De Meyer i Richard Jonckheere. La cantant 99 Kowalski posa la veu a l'àlbum 05:22:09:12 OFF, excepte a "Serial Killers Don't Kill Their Girlfriend" i "Melt (Again)", on encara apareixen De Meyer a la primera i De Meyer i Richard Jonckheere a la segona. A partir d'aquest moment, els membres del grup es van dedicar principalment a projectes laterals, fins que el 1998 es van reunir per la gira Re:Boot, en la qual van presentar versions noves de les seves cançons, més properes al techno dels 90. Van signar un contracte amb Music Research/Zoth Ommog (desapareguda a finals dels anys 90) i Metropolis Records.

### 2000
El 2002 i el 2003 van sortir els seus primers discos de material nou en molt de temps: l'EP "Still and Raw" i l'àlbum "Pulse". Aquests àlbums tenen un estil més moderat que els anteriors, amb més xiulits i més interferències electròniques. L'estil de les veus també hi canvia i es fa un poc més emocional.
Actualment, el grup fa concerts sovint i treballa amb la discogràfica belga Alfa Matrix per reeditar tot el seu catàleg remasteritzat per ells mateixos, tant en CDs normals com en edicions especials de dos CDs. Pel desembre de 2006, van anunciar a través del seu MySpace que treballen en la banda sonora d'un videojoc, Cipher Complex, i van penjar-ne el tràiler.

## Membres
- Daniel Bressanutti - teclats, programació, mescles (1981 a 2025).
- Dirk Bergen - teclista en l'àlbum Geography (1981 a 1982).
- Jean-Luc De Meyer - veu (1982 a 2025).
- Patrick Codenys - teclats, programació, samplers (1982 a 2025).
- Richard Jonckheere, àlies "Richard 23" - percussió, veu (1983 a 2025).
- Tim Kroker, percussionista en directe (1997 a 2025).

### Col·laboradors ocasionals
- Dirk Bergen - teclista en l'àlbum Geography.
- Jean-Marc Pauly - composició i lletres a 06:21:03:11 Up Evil.
- Pierre Pauly - composició i lletres a 06:21:03:11 Up Evil.
- Kristin Kowalski - composició, lletres i veu a 05:22:09:12 Off, Animal i Angels Versus Animals.
- Eran Westwood - composició, lletres i veu a 05:22:09:12 Off, Animal i Angels Versus Animals.
- John Dubs - composició i lletres a Animal i Angels Versus Animals.
- Jean-Marc Lederman - remixer a Angels Versus Animals.

## Discografia
- LPs:
  - Geography (1982, reeditat el 1992 i el 2004)
  - Back Catalogue (antologia de rareses, 1985; reeditat el 1992)
  - Official Version (1987, reeditat el 1992)
  - Front by Front (1988, reeditat el 1992)
  - Tyranny (For You) (1991)
  - Live Target (gravació pirata d'un directe, amb consentiment oficial, 1992)
  - 06:21:03:11 Up Evil (1993)
  - 05:22:09:12 Off (1993)
  - Live Code (directe, 1994)
  - Mut@ge.Mix@ge (remixos, 1995)
  - Re-Boot: Live '98 (directe, 1998)
  - Pulse (2003)

- Singles i EPs:
  - Principles (single, 1981)
  - U-Men (single, 1981)
  - No Comment (EP, 1984, reeditat el 1992)
  - Endless Riddance (EP, 1983)
  - Two In One (EP, 1983)
  - Live in Chicago (EP, inclòs amb les primeres còpies de No Comment, 1984)
  - No Shuffle (single, 1985)
  - Politics of Pressure (EP, 1985)
  - Interception (single, 1986)
  - Masterhit (single, 1987)
  - Headhunter (single i EP, 1988)
  - Never Stop! (single i EP, 1989)
  - Tragedy >for you< (single, 1990)
  - Rhythm of Time (single, 1991)
  - Mixed By Fear (EP, 1991)
  - Animal (single, 1993)
  - Angels Versus Animals (EP, 1993)
  - Religion (EP, 1993)
  - Headhunter 2000 (4 CDs i 1 EP, 1998)
  - Still and Raw (EP, 2003)

- Videoclips i vídeos:
  - U-Men (Marc De Meyer, 1982)
  - Operating Tracks (BRT / Roodfonk, 1984)
  - Take One (BRT / Roodfonk, 1984)
  - Quite Unusual (Serge Bergli / RTBF, 1986)
  - Headhunter (Anton Corbijn, 1988)
  - Welcome To Paradise (Anton Corbijn, 1988)
  - Tragedy >for you< (Anton Corbijn, 1990)
  - Rhythm Of Time (Peter Christofferson, 1991)
  - Integration Eight X Ten (VHS, 1992)
  - Religion (Jon Klein / Conspiracy, 1993)
  - Animal (John Wentworth / Asymmetrical Prod., 1994)
  - Happiness (Etienne Auger / V-Form, 1996)
  - Catch The Men (DVD, 2005)

## Singles als top 100
| Any  | Títol               | Posició    | Posició        | Posició            | Posició | Àlbum             |
| Any  | Títol               | US Hot 100 | US Modern Rock | US Mainstream Rock | UK      | Àlbum             |
| 1990 | "Tragedy (For You)" | -          | #18            | -                  | -       | Tyranny (For You) |

## Projectes laterals i col·laboracions
- Prothese - Daniel Bressanutti, Dirk Bergen
- Under Viewer - Patrick Codenys, Jean-Luc De Meyer
- Revolting Cocks - Richard 23
- Bigod 20 - Jean-Luc De Meyer (The Bog). Patrick Codenys, Richard 23 (America)
- Birmingham 6 - Jean-Luc De Meyer
- The Art Corporation - Daniel Bressanutti
- Holy Gang - Richard 23
- Cyber-Tec Project - Jean-Luc De Meyer
- C-Tec - Jean-Luc De Meyer
- Cobalt 60 - Jean-Luc De Meyer
- Grisha Zeme - Daniel Bressanutti, Patrick Codenys
- LaTchak - Richard 23
- Gaiden - Patrick Codenys
- Male or Female - Daniel Bressanutti, Patrick Codenys
- Red Sniper - Patrick Codenys
- Troissoeur - Daniel Bressanutti
- Coder 23 - Patrick Codenys, Richard 23
- Glis - Jean-Luc De Meyer
- Modern Cubism - Jean-Luc De Meyer
- 32 Crash - Jean-Luc De Meyer